# Scott L. Palk
Scott L. Palk
é um advogado e acadêmico americano.  Atualmente é juiz do Tribunal Distrital dos Estados Unidos para o Distrito Oeste de Oklahoma .  Ele serviu anteriormente como Dean Assistente na Universidade de Oklahoma College of Law .

## Biografia
Palk se formou em Ciências em 1989 pela Oklahoma State University .  Ele recebeu um Juris Doctor em 1992 da Universidade de Oklahoma College of Law .
De 1992 a 2002, Palk atuou como assistente do promotor distrital do condado de Cleveland em Norman , Oklahoma , atuando como primeiro procurador distrital assistente de 1999 a 2002.  De 2002 a 2011, ele atuou como assistente do Procurador dos Estados Unidos na Divisão Criminal da Procuradoria dos Estados Unidos para o Distrito Ocidental de Oklahoma, ocupando vários cargos gerenciais a partir de 2004, incluindo o Vice-Chefe Criminal e o Conselho Consultivo Antiterrorismo. Coordenador  De 2011 até sua confirmação, ele atuou como o Reitor Assistente de Estudantes e Conselheiro Geral Assistente na Faculdade de Direito da Universidade de Oklahoma.  Além de supervisionar as admissões e fornecer assessoria jurídica, ele atuou como consultor do Comitê de Revisão de Avaliação de Ameaças da Universidade, assessorando em áreas de avaliação de ameaças criminais e acesso legal.

## Serviço Judiciário Federal

### Falhou a nomeação do tribunal distrital sob Obama
Em 16 de dezembro de 2015, o Presidente Obama nomeou Palk para servir como Juiz Distrital dos Estados Unidos do Tribunal Distrital dos Estados Unidos para o Distrito Ocidental de Oklahoma , para a vaga deixada pelo juiz Stephen P. Friot , que assumiu o status de sênior em 1º de dezembro. 2014.  Ele recebeu uma audiência perante o Comitê Judiciário do Senado dos Estados Unidos em 20 de abril de 2016.  Em 19 de maio de 2016, sua nomeação foi informada fora do comitê por voto de voz .  Sua nomeação expirou em 3 de janeiro de 2017, com o final do 114º Congresso .

### Renominação ao tribunal distrital sob Trump
Em 7 de maio de 2017, um funcionário da Casa Branca indicou que Palk seria renomeado pelo presidente Donald Trump para o mesmo assento.  Sua renominação foi anunciada em 8 de maio de 2017.  Em 15 de junho de 2017, sua indicação foi declarada fora do Comitê Judiciário do Senado dos Estados Unidos por 17 votos a 3.  Em 25 de outubro de 2017, o Senado invocou o clamor em sua indicação por uma votação de 79-18.  Palk foi confirmado pelo Senado em 26 de outubro de 2017, por uma votação de 79-16.